# Stiphodon olivaceus
Stiphodon olivaceus är en fiskart som beskrevs av Watson och Kottelat, 1995. Stiphodon olivaceus ingår i släktet Stiphodon och familjen smörbultsfiskar. Inga underarter finns listade i Catalogue of Life.